# Zabrachypus primus
Zabrachypus primus är en stekelart som beskrevs av Joseph Augustine Cushman 1920. Zabrachypus primus ingår i släktet Zabrachypus och familjen brokparasitsteklar. Inga underarter finns listade i Catalogue of Life.